# Orleans (Santa Catarina)
Orleans is een gemeente in de Braziliaanse deelstaat Santa Catarina. De gemeente telt 21.731 inwoners (schatting 2009).